# Nato (bois)
Pour les articles homonymes, voir Nato.

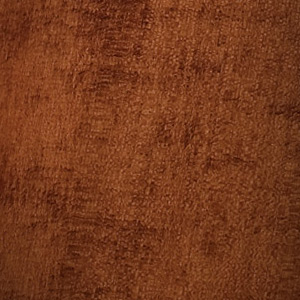
Bois de nato, utilisé pour la fabrication d'une guitare Takamine.

Le Nato est un bois venant d'une des espèces d'arbres du genre Mora, que l'on peut trouver à Hawaï.
Il est entre autres utilisé pour fabriquer des guitares, des basses et des Ukulélés.